# 뉴질랜드의 배우 목록
다음은 뉴질랜드의 배우 목록이다.

## 다
- 조디 도르디

## 라
- 미셸 랭스톤
- 루시 롤리스

## 마
- 로빈 말콜름

## 바
- 카일리 벡스

## 아
- 핑키 아그뉴
- 레나 오언

## 자
- 안나 줄리엔

## 카
- 대니엘 코맥
- 카밀 키넌

## 하
- 에멜리네 호손